# Midnight (minialbum)
[12:00] (czyt. „Midnight”) – czwarty minialbum południowokoreańskiego girlsbandu Loona, wydany 19 października 2020 roku przez wytwórnię Blockberry Creative i dystrybuowany przez Kakao M. Płytę promował singel „Why Not?”. Było to także drugie wydawnictwo grupy bez liderki Haseul, która przerwała aktywności w zespole, aby skupić się na swoim zdrowiu. Sprzedał się w nakładzie 85 627 egzemplarzy w Korei Południowej (stan na październik 2020).
Minialbum ukazał się w czterech edycjach fizycznych i jednej cyfrowej.

## Lista utworów
| CD | CD                                                                 | CD                                      | CD                                                            | CD                        | CD      |
| Nr | Tytuł utworu                                                       | Tekst                                   | Kompozycja                                                    | Aranżacja                 | Długość |
| -- | ------------------------------------------------------------------ | --------------------------------------- | ------------------------------------------------------------- | ------------------------- | ------- |
| 1. | „12:00”                                                            |                                         | Coach & Sendo                                                 | Coach & Sendo             | 1:13    |
| 2. | „Why Not?”                                                         | Hwang Yoo-bin                           | Will Simms, Sondre Nystrom, Julia Finnseter, Ellen Berg       | Will Simms, Coach & Sendo | 3:25    |
| 3. | „Moksori (Voice)” (kor. 목소리 (Voice))                            | makeumine works, JQ                     | Jesse Saint John, Georgia Ku, Trackside                       | Trackside                 | 3:18    |
| 4. | „Gieokae (Fall Again)” (kor. 기억해 (Fall Again))                  | Kim Yeon-seo                            | JINBYJIN, Kim Yeon-seo                                        | JINBYJIN                  | 3:35    |
| 5. | „Universe”                                                         | Jo Yoon-kyung                           | Daniel Durn, Katrine Neya Klith Joergensen, Peter Wallevik    | Peter Wallevik            | 3:34    |
| 6. | „Sumbakkokjil (Hide & Seek)” (kor. 숨바꼭질 (Hide & Seek))         | Moon Hye-min                            | Paulos Solbo, Fredrik Raadal-Simonsen, Matilda Frommegård     | ROSII                     | 3:02    |
| 7. | „Oops!”                                                            | Kim Yeon-seo                            | Phat Fabe, Harry Sommerdahl, Kim Yeon-seo, Matilda Frommegård | Bangers & Cash            | 2:42    |
| 8. | „Star (Moksori English Version)” (kor. Star (목소리 English Ver.)) | Jesse Saint John, Georgia Ku, Trackside | Jesse Saint John, Georgia Ku, Trackside                       | Trackside                 | 3:18    |